# Otto Lantschner
Pour les articles homonymes, voir Lantschner.
Otto Lantschner, né le 14 août 1908 à Innsbruck et mort dans cette ville le 1er septembre 1989 , est un skieur alpin austro-allemand qui a remporté de 1928 à 1936 plusieurs compétitions internationales. Il est également acteur de cinéma et directeur de la photographie.

## Liminaire
Otto Lantschner est le frère d'Inge, Hadwig, Gustav et Gerhard Lantschner (de) ainsi que le cousin de Hellmut Lantschner, tous de grands skieurs.

## Biographie
Otto Lantschner étudie le droit à l'université d'Innsbruck.
Il est membre de l'Association des skieurs d'Innsbruck (en allemand : Innsbrucker Skiläufervereinigung).
Ses premiers grands succès en championnat du monde universitaire ont été obtenus en 1928, à l'âge de 19 ans, avec des victoires en descente et en combiné, ainsi qu'une quatrième place en slalom. En 1930, ses meilleurs résultats furent une deuxième place en descente aux championnats du monde universitaire à Davos et au premier kilomètre lancé à Saint Moritz, le vainqueur étant à chaque fois son frère Gustav.
Lors de l'hiver 1931, Otto Lantschner remporte la descente à Innsbruck et devient pour la deuxième fois champion du monde universitaire en descente. Au premier championnat du monde de ski à Mürren, en Suisse, il termine sixième. L'hiver suivant, il rate les championnats du monde à Cortina d'Ampezzo et ses seules victoires seront en descente, slalom et combiné à Chamonix. En raison d'une blessure, il ne peut pas participer au championnat du monde 1933 qui eurent lieu dans sa ville natale et termine la saison par deux victoires en descente et combiné à Saint-Anton. En 1934, il remporte la descente, la slalom et le combiné à Brückenberg (en) avant de se retirer de la compétition. Lors de la saison 1936, il revient au pied des pistes et remporte, cette fois pour l'Allemagne, ses deux dernières victoires, à Davos, en slalom et en combiné.

### Le cinéma
La deuxième passion d'Otto Lantschner est le cinéma. En 1930 et 1931 il joue dans les films d'Arnold Fanck, Tempête sur le mont Blanc et l'Ivresse blanche et tient un rôle dans Osterskitour in Tirol, film produit par son frère Gustav.
En 1934, il est assistant de production dans le film Le Triomphe de la volonté de Leni Riefenstahl, pour laquelle il a également été directeur de la photographie pendant de nombreuses années, entre autres pour Les Dieux du stade, le film documentaire sur les Jeux olympiques d'été de 1936 qui se sont déroulés à Berlin. À cette occasion, il déménage dans la capitale allemande où il rencontre sa future épouse.

## Filmographie
- 1931 : L'Ivresse blanche
- 1936 : Les Dieux du stade